# Glyphidops limbatus
Glyphidops limbatus är en tvåvingeart som beskrevs av Günther Enderlein 1922. Glyphidops limbatus ingår i släktet Glyphidops och familjen Neriidae. Inga underarter finns listade i Catalogue of Life.